# Typestus sulcatus
Genre
Espèce
Typestus sulcatus, unique représentant du genre Typestus, est une espèce d'opilions laniatores de la famille des Trionyxellidae.

## Distribution
Cette espèce est endémique du Kerala en Inde. Elle se rencontre vers Thiruvananthapuram.

## Description
Le syntype mesure 4 mm.

## Publication originale
- Roewer, 1935 : « Alte und neue Assamiidae. Weitere Weberknechte VIII (8. Ergänzung der "Weberknechte der Erde" 1923). » Veröffentlichungen aus dem Deutschen Kolonial- und Übersee-Museum in Bremen, vol. 1, no 3, p. 1–168.